# Megastar (паром)
Megastar — грузопассажирский RoPax-паром, построенный на верфи концерна Meyer Turku в Финляндии по заказу компании Tallink в 2017 году. Используется на линии Таллин — Хельсинки вместо парома Superstar, проданного фирме Corsica Ferries в Италию, с 29 января 2017. Судно стоимостью 230 миллионов евро стало первым в компании, работающем на сжиженном природном газе. Порт приписки – Таллин.

## История судна
Судно было заказано 27 февраля 2015 года. Строительство началось 4 августа 2015 года. Киль судна под строительным номером 1391 был заложен 9 февраля 2016 года. Новый паром под определённым в ходе конкурса названием Megastar был спущен на воду 15 июля 2016 году. Крёстной матерью стала президент Финляндии Тарья Халонен (Tarja Halonen), торжественная церемония освящения судна состоялась 1 июля 2016 года. После достройки и ходовых испытаний судно было передано заказчику 24 января 2017 года.

## Эксплуатация
В первый пассажирский рейс, из Таллина в Хельсинки, паром Megastar отправился 29 января 2017 года.

## Фотогалерея

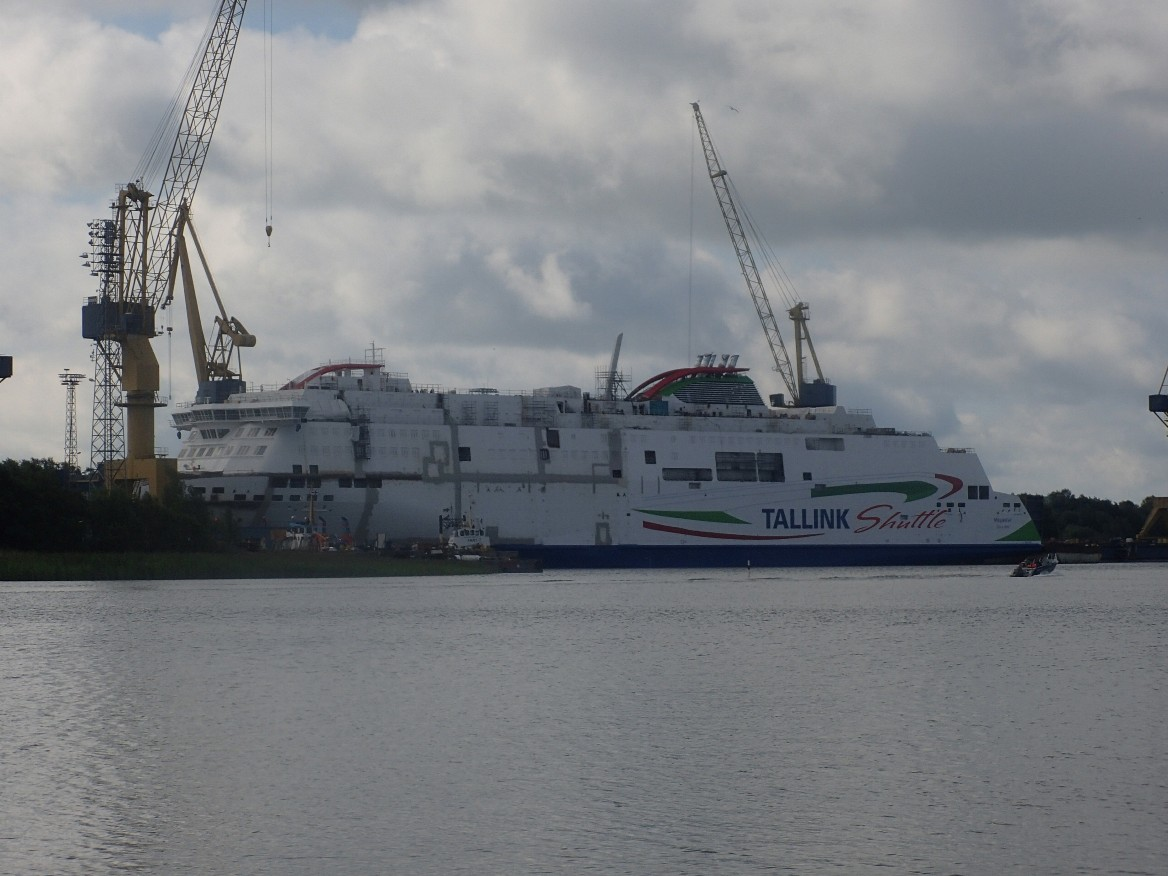
Megastar после спуска на воду 16 июля 2016 года
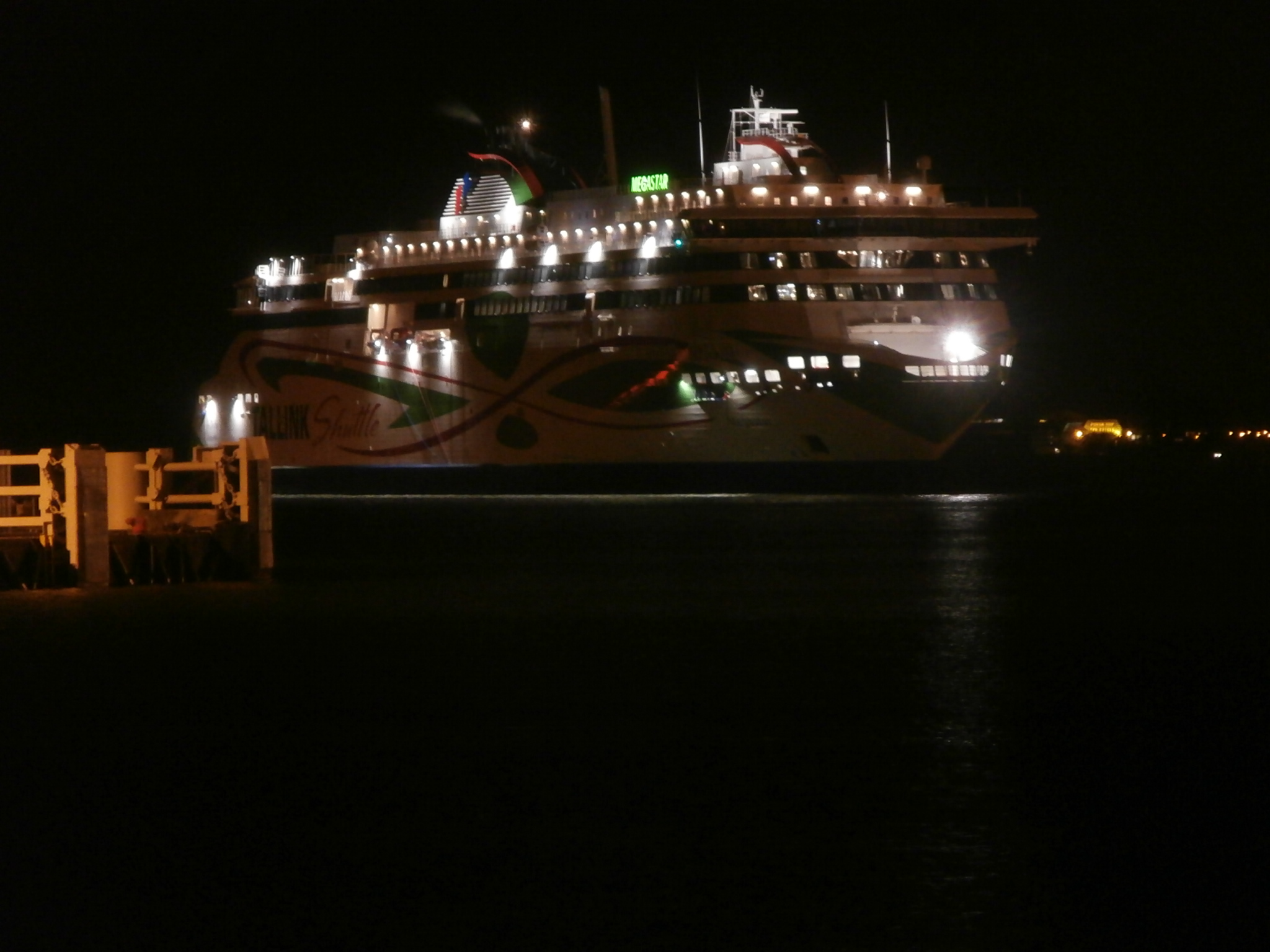
Megastar морозным зимним вечером прибывает в Таллин 25 января 2017 года
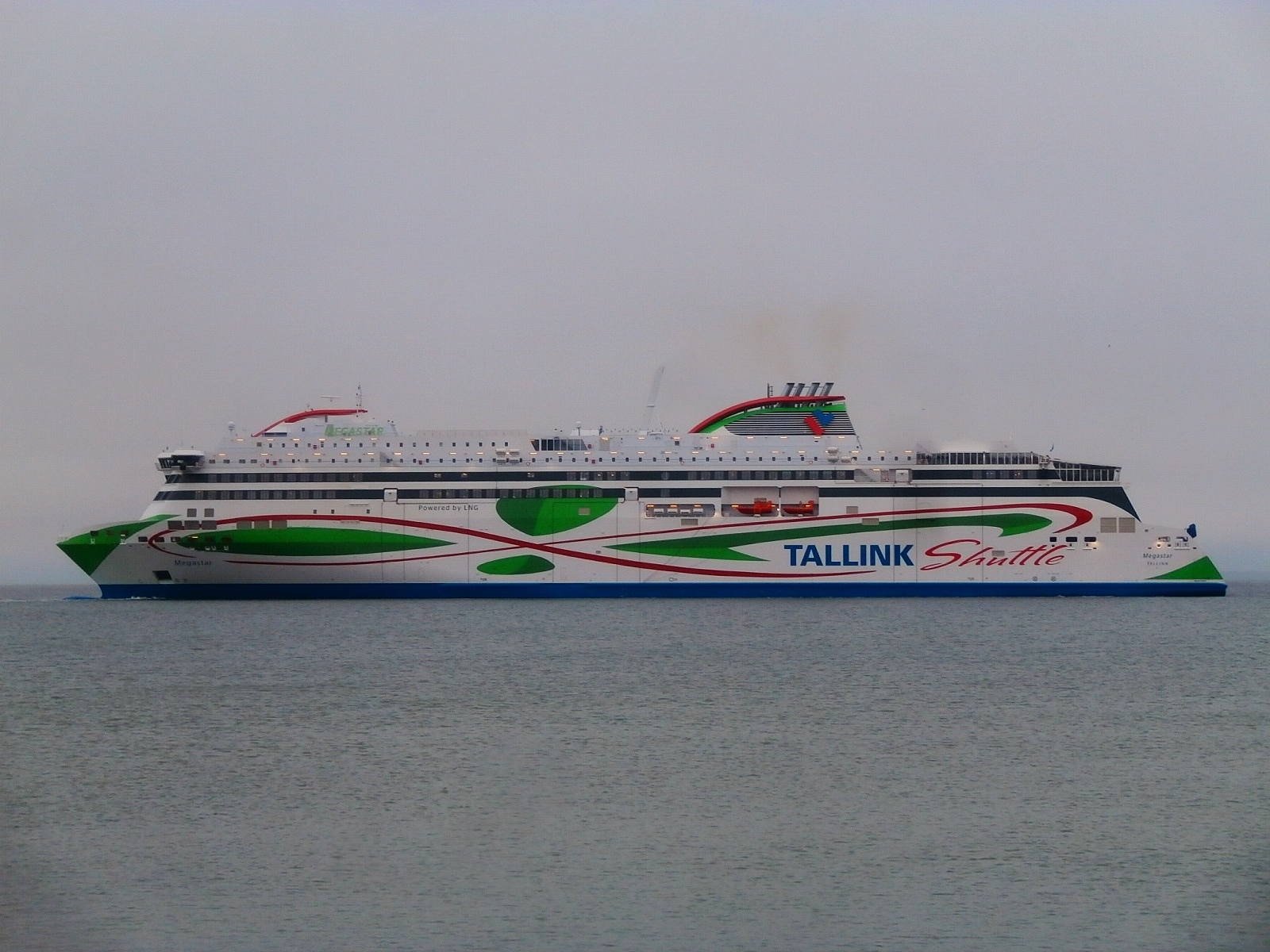
Megastar отправляется в свой первый рейс 29 января 2017 года